# Język mamboru
Język mamboru (a. memboro) – język austronezyjski używany w prowincji Małe Wyspy Sundajskie Wschodnie w Indonezji, w północno-zachodniej części wyspy Sumba; 10 tys. użytkowników (2007).
Jest blisko spokrewniony z językiem kambera.